# الکسی آکاتیف
الکسی آکاتیف (به انگلیسی: Aleksey Akatyev) (زادهٔ ۷ اوت ۱۹۷۴) شناگر اهل روسیه است.